# Akkojunluská dynastie
Akkojunluská dynastie byla sunnitská dynastie, vládnoucí akkojunluskému státu. Zakladatelem byl Uzun Hasan.

## Akkojunluští vládci
- Uzun Hasan (1453/1454–1478/1479)
- Chalíl ibn Uzun Hasan (1478/1479–1479/1480)
- Jákúb ibn Uzun Hasan (1479/1480–1490/1491)
- Bajsongur ibn Jákúb (1490/1491–1491/1492)
- Rustam ibn Masúd (1491/1492–1496/1497)
- Ahmad Gevde ibn Muhammad (1496/1497–1497/1498)
- Murád ibn Jákúb (1497/1498–1499/1500)
- Alvand ibn Júsuf (1499/1500–1500/1501)
- Muhammad Mírzá ibn Júsuf (1499/1500–1500/1501)
- Muhammad Mírzá ibn Júsuf podruhé (1500/1501–1501/1502)
- Murád ibn Jákúb (1501/1502–1500/1508)